# Penglá
Penglá (em fon, Kpengla) foi o sétimo rei do Daomé .

## Biografia
Penglá sucedeu seu irmão Tebessú  no trono do Daomé, reinando de 1774 a 1789 .
Durante seu governo, Penglá matou Abamu, chefe do povo Popó, expandindo os limites do reino até o atual Togo . Ele destruiu as aldeias de Epê e Badagri (na atual Nigéria), por interferirem com o monopólio regional do Daomé no comércio de escravos. Num reinado turbulento, Penglá não resistiu ao ataque dos guerreiros do alafim de Oió, sendo obrigado a aliar-se a ele .
Seus símbolos principais são o pássaro Apã (Akpan), uma garrucha (arma utilizada pelo exército daomeano durante o seu reinado) e uma Ahosi batendo sua cabeça contra uma árvore (referência a uma piada oriunda de suas campanhas militares). Penglá foi sucedido por Agonglô.[carece de fontes?]

## Nota
- Este artigo foi inicialmente traduzido, total ou parcialmente, do artigo da Wikipédia em inglês cujo título é «Kpengla», especificamente desta versão.